# Самарский округ
Самарский округ — административно-территориальная единица Средне-Волжской области (с 20 октября 1929 — Средневолжского края), существовавшая в 1928—1930 годах. Административный центр — город Самара.
Самарский округ был образован 14 мая 1928 года. В него вошли территории упразднённых Самарского и часть Мелекесского уездов Самарской губернии.
Округ, по состоянию на 1929 год, был разделён на 10 районов:
- Больше-Глушицкий,
- Екатериновский,
- Елховский,
- Кинельский,
- Красноярский,
- Марьевский,
- Самарский,
- Спасский,
- Ставропольский,
- Троцкий (с центром в Чапаевске).

В январе 1929 года к округу была присоединена большая часть упразднённого Бузулукского округа — Алексеевский, Андреевский, Борский, Грачевский, Тоцкий и большая часть Пригородного районов.
30 июля 1930 года Самарский округ, как и большинство остальных округов СССР, был упразднён. Его районы отошли в прямое подчинение Средневолжского края.